# Onthophagus orpheus
Onthophagus orpheus é uma espécie de inseto do género Onthophagus, família Scarabaeidae, ordem Coleoptera.
Foi descrita cientificamente por Panzer em 1794.